# Нижне-Сергинское водохранилище
Нижне-Сергинское водохранилище (Нижне-Сергинский пруд, Нижнесергинский пруд) — водохранилище на реке Серге, в городе Нижние Серги Свердловской области России. Находится на территории Нижнесергинского городского поселения, средняя часть берега на востоке относится к городскому поселению Атиг. Создано в году для Нижне-Сергинского металлургического завода как заводской пруд. Источник производственного, хозяйственно-бытового водоснабжения и рекреационный водоём.

## География
Плотина расположена на реке Серге, в 65 км от её устья.
Берега в нижней части пруда заняты городской застройкой, в средней и верхней части преимущественно покрыты лесом. Впадают реки Сетенькова и Серебрянка справа в низовьях, в черте города, и Старикова слева в верховьях.

## История
Водоём создан как заводской пруд Нижне-Сергинского металлургического завода. Строительство завода началось в 1743 году, а 13 ноября 1744 года была задута первая домна. Впоследствии была запущена вторая домна и 10 кричных молотов, для работы которых использовалась вода пруда. Плотина при создании  имела длину 149,1 м. 

## Морфометрия
Площадь водосбора — 642 км², площадь водной поверхности — 3,6 км², нормальный подпорный уровень — 311,5 м, полный объём —  13,6 млн.м³, полезный объём — 8,9 млн.м³. Максимальная высота плотины — 10,6 метра, отметка гребня плотины — 313,5 метра, длина — 218 метров. Площадь в государственном водном реестре — 3 км², в Энциклопедии свердловской области площадь — 3,3 км² для уровня воды 310,5 м.

## Данные водного реестра
По данным государственного водного реестра России, водохранилище относится к Камскому бассейновому округу, речной бассейн Камы, речной подбассейн Белой, водохозяйственный участок — Уфа от Нязепетровского гидроузла до Павловского гидроузла без реки Ай.
Код объекта в государственном водном реестре — 10010201121411100004464.